# Limnophora apicalis
Limnophora apicalis este o specie de muște din genul Limnophora, familia Muscidae, descrisă de Zielke în anul 1970. Conform Catalogue of Life specia Limnophora apicalis nu are subspecii cunoscute.